# Přední Lhota (Poděbrady)
Přední Lhota je část města Poděbrady v okrese Nymburk ve Středočeském kraji. Nachází se dva kilometry na jihozápad od centra města na protějším, levém břehu Labe. Její katastrální území má rozlohu 398 hektarů.

## Historie
První písemná zmínka o vesnici pochází z roku 1553.

## Obyvatelstvo
| Rok            | 1869 | 1880 | 1890 | 1900 | 1910 | 1921 | 1930 | 1950 | 1961 | 1970 | 1980 | 1991 | 2001 | 2011 | 2021 |
| -------------- | ---- | ---- | ---- | ---- | ---- | ---- | ---- | ---- | ---- | ---- | ---- | ---- | ---- | ---- | ---- |
| Počet obyvatel | 388  | 405  | 433  | 441  | 518  | 512  | 489  | 442  | 462  | 418  | 415  | 337  | 324  | 333  | 347  |
| Počet domů     | 58   | 63   | 65   | 76   | 90   | 97   | 109  | 124  | 122  | 116  | 117  | 131  | 130  | 133  | 137  |

## Obecní správa
Při sčítání lidu v letech 1850–1976 Přední Lhota byla samostatnou obcí, se kterým patřila nejprve do okresu Poděbrady, ale od roku 1960 v okrese Nymburk. Od 1. dubna 1976 je částí města Poděbrady v okrese Nymburk.

## Samospráva
Dne 17. prosince 2014 byl usnesením č. 151/2014 ustaven místní výbor Přední Lhoty v čele s předsedkyní Miroslavou Homolovou, od roku 2017 do roku 2022 byl předsedou výboru Jan Jirka. Od volebního období 2022–2026 je výbor 5členný, předseda zvolen nebyl.

## Galerie

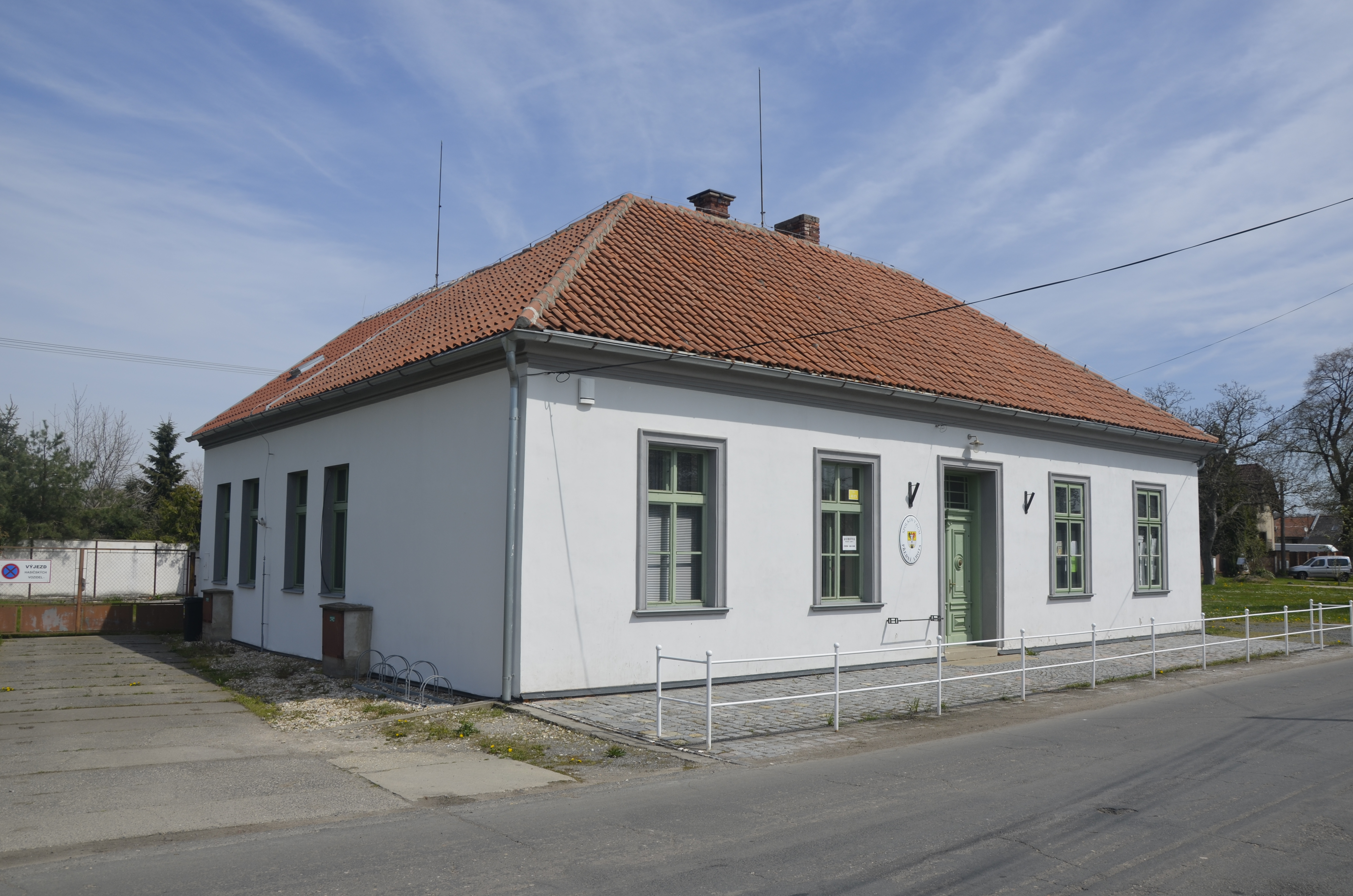
Bývalá škola, nyní spolkový dům a pobočka knihovny
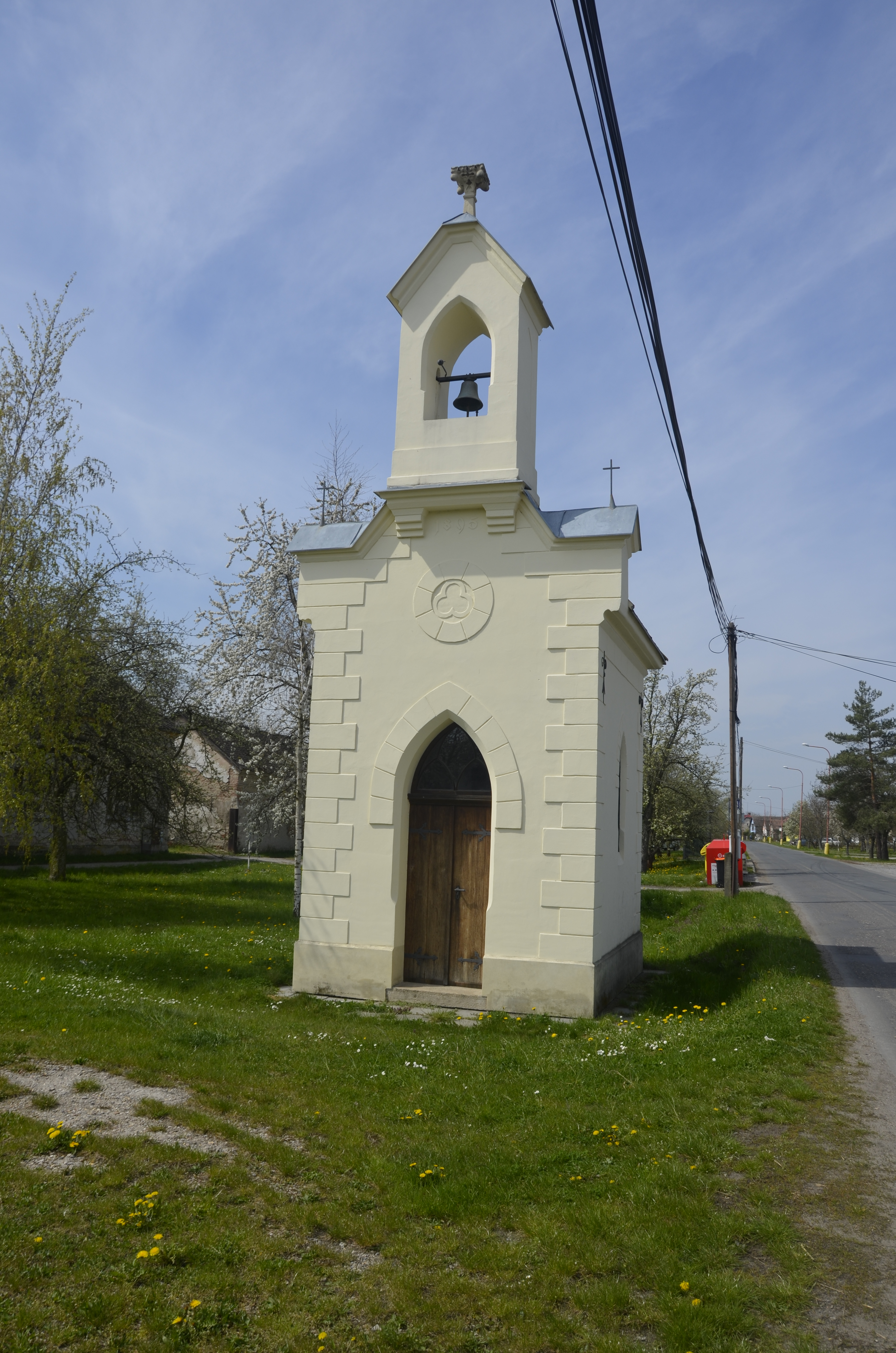
Kaplička naproti spolkovému domu
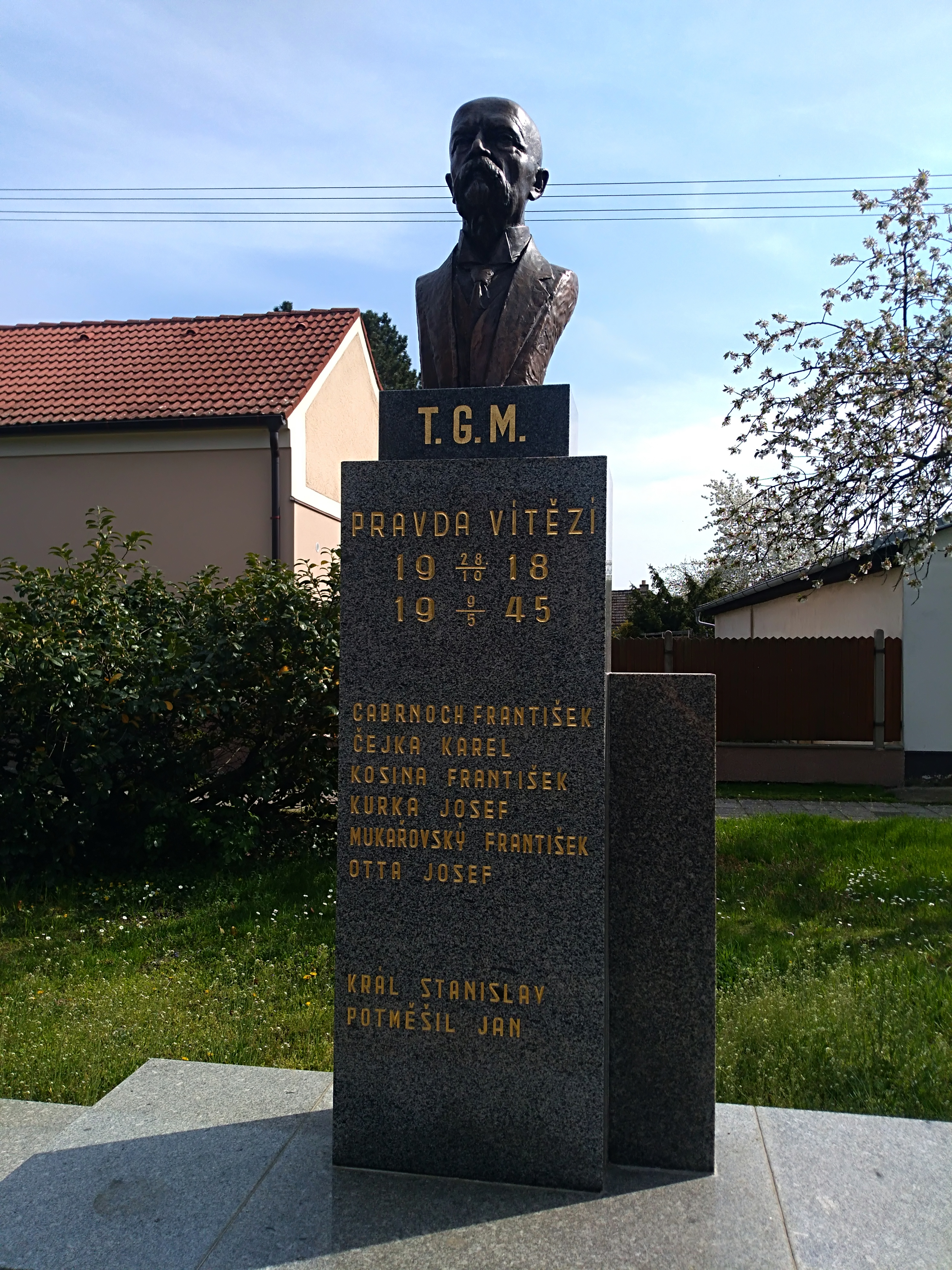
Památník obětem války
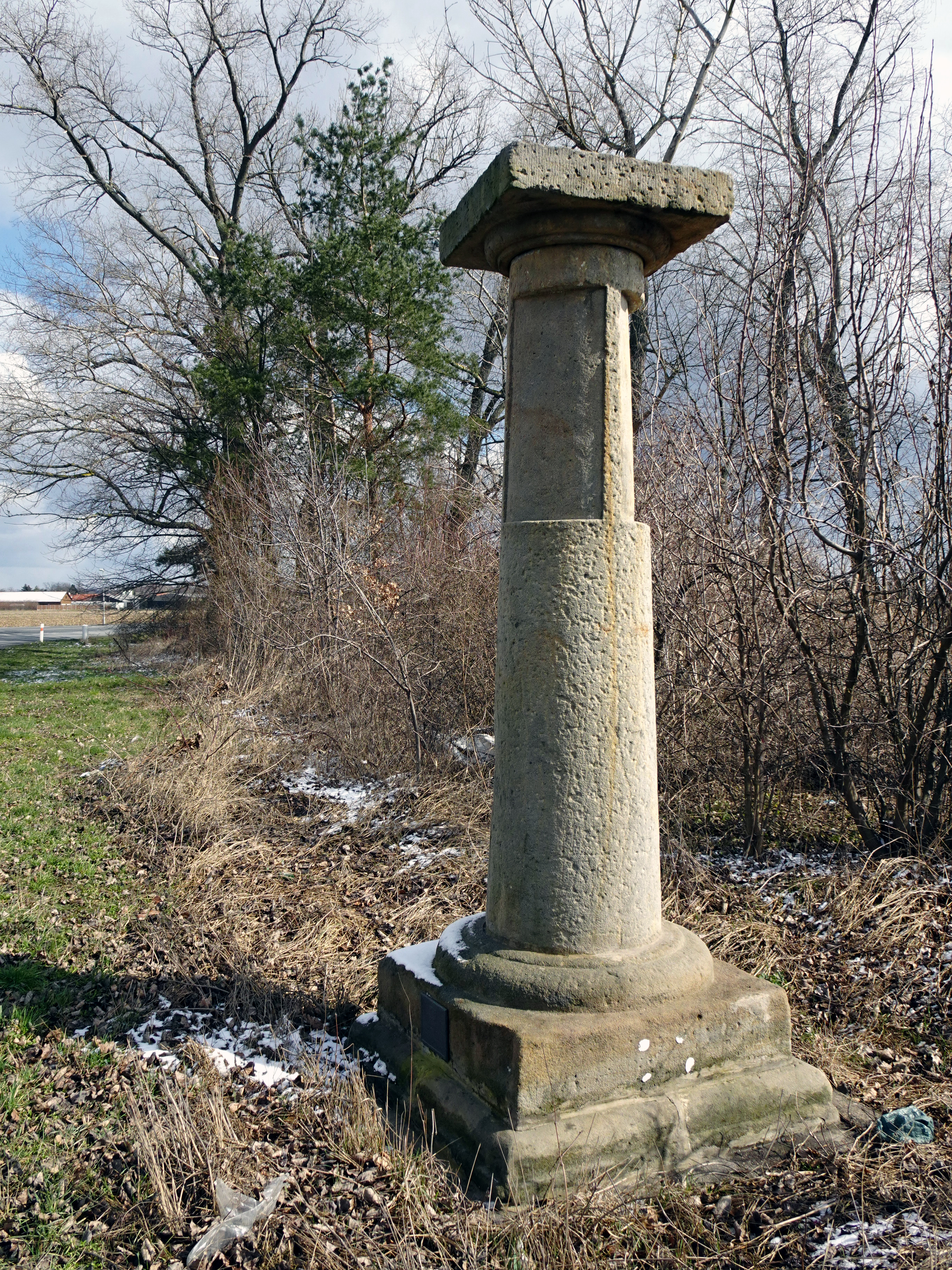
Milník u silnice II/329